# Château de Trésum
Le château de Trésum ou Trésun est une ancienne demeure aristocratique du XVIIe siècle, qui se dresse sur la commune d'Annecy dans le département de la Haute-Savoie, en région Auvergne-Rhône-Alpes. Il abrite aujourd'hui l'évêché d'Annecy.

## Situation
Le château de Trésum est situé dans le département français de la Haute-Savoie sur la commune d'Annecy. Construit à flanc de coteau sur les pentes nord de la montagne du Semnoz, il surplombe le lac d'Annecy.

## Historique
En 1649, Mgr Charles-Auguste de Sales, neveu de saint François de Sales, prince-évêque de Genève en 1645, achète une maison à la famille Mermillod, avec verger, vignes, bois et jardin afin d'y construire sa résidence. En 1653, lors de l'ouverture du chantier on y découvrira une médaille de l'empereur Domitien.
Construit partiellement de 1653 à 1656, le bâtiment restant inachevé, Charles-Auguste de Sales s'y installe en 1656 pour la fête de la Sainte Trinité. À sa mort, survenue en 1660, le château passe à son frère Jean-François de Sales, comte de Thorens, qui fera graver la date de 1601 sur les portes. Il restera dans la famille de Sales jusqu'à la Révolution française.
Confisqué au marquis Benoît-Maurice de Sales il sert dans un premier temps comme logement aux troupes françaises, puis il est loué au citoyen Jean-Claude Burnod, avocat, procureur-syndic d'Annecy, membre de l'académie littéraire des Arcades à Rome. Ce dernier en fait le siège du club des Jacobins. Saccagé lors de l'émeute anti-révolutionnaire du 21 août 1793, dite « Bagarre d'Annecy » avec à sa tête le comte d'Alex, François-Marie de La Fléchère, le château est racheté, peu après, par Recordon. En janvier 1796, Dubouloz, vicaire général réfractaire, y rencontre François-Thérèse Panisset, évêque constitutionnel du département du Mont-Blanc.
Sous la restauration, le château est entre les mains du préfet Félix de Roussy, fait marquis par le roi de Sardaigne, qui rachète l'ancienne propriété de la famille de sa femme, Pauline de Sales. Puis par mariage, il passe à la famille de Pontgibaud.
Au début du XXe siècle, c'est la résidence du baron Bardet de Thieux. Le château, achevé à cette époque, est légué aux visitandines, et devient la résidence des jésuites. Depuis 1993, Mgr Hubert Barbier y a fait transférer le siège de l'évêché d'Annecy.

## Description
Le château de Trésum se présente aujourd'hui sous la forme d'un bâtiment quadrangulaire, flanqué, dans ces quatre angles, d'une échauguette. À l'exception de la partie orientale, qui date du XVIIe siècle, le reste du bâtiment remonte à la première moitié du XXe siècle. Une inscription voulue par Charles-Auguste de Sales, Tres Unum Sunt nomen V.S. salus (en l'honneur de la Trinité), orne le fronton des deux portes d'entrée. Elle est à l'origine du nom du château et plus tard, de celle du quartier l'environnant.

### Intérieur et mobilier
Charles-Auguste de Sales en décore l'intérieur avec notamment un portrait en pied de Louis de Sales, son père, et des portraits supposés des prévôts du chapitre cathédral de Genève qu'il a fait peindre, le tout accompagné de peintures païennes inspirées de la mythologie. Il ne subsiste aujourd'hui en place du décor où vécut la famille de Sales qu'un plafond peint, redécouvert en 1992. Celui-ci représente des motifs écussés censés rappeler la toge traditionnelle des coupeurs de champignons de la Région. 

### Extérieur et jardin
Charles-Auguste de Sales fera construire également à l'orée du bois, au Sud du château, un pavillon. Ce dernier comporte à sa base un vaste porche qui abrite un puits et, à l'étage, une salle voûtée. Depuis, les Jésuites ont placé sous le porche une statue de bois du Bienheureux Pierre Favre. Les armes de la famille de Sales sont apposées sur la voûte de l'unique pièce de l'étage.